# Plutonier adjutant șef

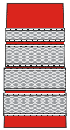
Însemnul de plutonier adjutant principal în Armata Română.

Plutonier adjutant principal este un grad militar de subofițer superior plutonierului adjutant și inferior sublocotenentului.
Ca însemn al epoleților, în Armata Română, este reprezentat prin trei galoane de 16 mm și unul de 10 mm.